# Bryne FK
El Bryne Fotballklubb es un equipo de fútbol de Bryne, Noruega que disputa en la 1. división, la segunda categoría del país.

## Historia
Fue fundado en 1926 en la ciudad de Bryne. Ha sido dos veces subcampeón de la Tippeligaen y ha ganado el torneo de Copa una vez en dos finales jugadas.
A nivel internacional ha participado en tres torneos continentales; en ninguno de ellos ha superado la primera ronda.

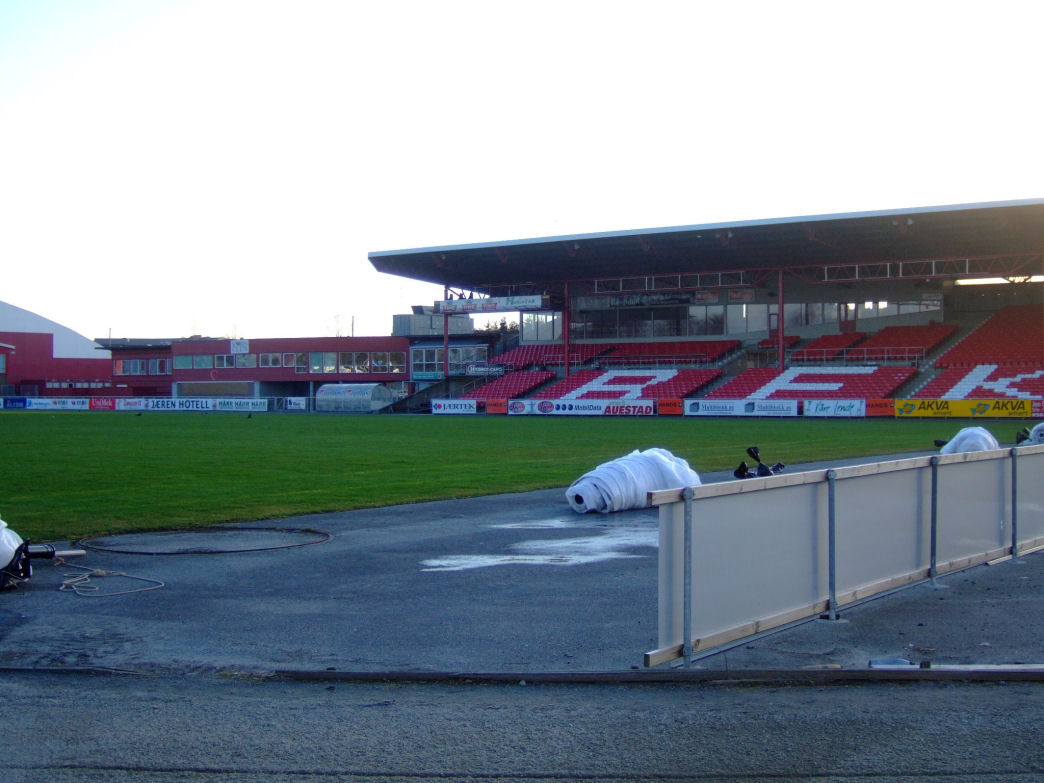
Bryne Stadion

## Palmarés
- Tippeligaen: 0
  - Subcampeón: 2

1980, 1982
- Copa de Noruega: 1

1987
- - Finalista: 1

2001

## Participación en competiciones de la UEFA
- Copa de la UEFA: 2 apariciones
  - 1981-82 - Primera Ronda
  - 1983-84 - Primera Ronda

- Recopa de Europa: 1 aparición
  - 1988-89 - Primera Ronda

### Partidos
| Temporada | Torneo                   | Ronda      | Rival                    | Ida     | Vuelta  | Global |
| --------- | ------------------------ | ---------- | ------------------------ | ------- | ------- | ------ |
| 1981-82   | Copa de la UEFA 1981-82  | 1          | K. F. C. Winterslag      | 0–2 (C) | 2–1 (F) | 2–3    |
| 1983-84   | Copa de la UEFA 1983-84  | 1          | R. S. C. Anderlecht      | 0–3 (C) | 1–1 (F) | 1–4    |
| 1988-89   | Recopa de Europa 1988-89 | Preliminar | Békéscsaba 1912 Előre SE | 0–3 (F) | 2–1 (C) | 2–4    |